# فلیبگ
فلیبگ (به انگلیسی: Fleabag) یک مجموعه تلویزیونی کمدی-درام انگلیسی است. این مجموعه را در اصل شرکت تو برادرز پیکچرز در یک قرارداد تولید مشترک با آمازون استودیوز برای کانال دیجیتال بی‌بی‌سی سه ساخته‌است. این برنامه نخستین‌بار در ۲۱ ژوئیه ۲۰۱۶ پخش شد. فیبی والر-بریج، سازنده و نویسنده سریال به‌عنوان قهرمان داستان ایفای نقش می‌کند؛ «فلیبگ» زن جوانِ سردرگم، معتاد به سکس و مهربانی که در لندن زندگی می‌کند. پخش فصل دوم از ۴ مارس ۲۰۱۹ با اضافه شدن کریستین اسکات توماس، فیونا شو و اندرو اسکات شروع شد که مانند فصل یک موفق بود اما فیبی والر-بریج بازیگر نقش اول سریال را برای فصل سوم لغو کرد و گفت زیباست که در اوج کنار بروی. این سریال به‌طور خاص به‌خاطر شکستن دیوار چهارم، آن وقت‌هایی که «فلیبگ» قهرمان اصلی با دوربین صحبت می‌کند شناخته شده‌است.